# Herbert Tiede
Herbert Tiede (* 3. März 1915 in Osnabrück; † 13. Dezember 1987 in München; gebürtig Herbert Salomon) war ein deutscher Schauspieler.

## Leben und Werk
Tiede, Sohn des Opernsängers Paul Salomon, nahm nach dem Gymnasium von 1933 bis 1936 Schauspielunterricht bei Frida Jahn-Mehring in Dessau. Am Landestheater von Dessau gab er auch bereits 1933 sein Debüt, indem er in Hebbels Agnes Bernauer den Theobald verkörperte. Bis 1939 und erneut von 1945 bis 1949 gehörte er am Landestheater zum Ensemble. 1939/40 arbeitete er am Stadttheater Oberhausen und von 1940 bis 1942 am Stadttheater Bielefeld.
Nach seiner Kriegsteilnahme von 1942 bis 1945 agierte er von 1949 bis 1957 an den Städtischen Bühnen von Nürnberg und von 1957 bis 1958 am Hessischen Staatstheater Wiesbaden. Danach war er freischaffender Schauspieler, der vor allem an Münchner Theatern gastierte.
Tiede übernahm zahlreiche Rollen bei Film und Fernsehen. Er spielte unter anderem den Inspektor Graven im Pater-Brown-Film Das schwarze Schaf. Darüber hinaus trat er wiederholt als Kommissar in der Kriminalserie Stahlnetz auf, so in Nacht zum Ostersonntag (1965).
Tiede war verheiratet und Vater von fünf Kindern.

## Filmografie (Auswahl)
- 1943: Titanic
- 1943/47: Jan und die Schwindlerin
- 1949: Liebe 47
- 1955: Alle meine Söhne
- 1956: Der Hexer
- 1957: Der Richter und sein Henker
- 1957: Nebel
- 1958: … und nichts als die Wahrheit
- 1959: Stahlnetz: Das Alibi
- 1959: Bei Anruf Mord
- 1959: Rommel ruft Kairo
- 1959: Der Schäfer vom Trutzberg
- 1959: Ein Tag, der nie zu Ende geht
- 1959: Kriegsgericht
- 1959: Konto ausgeglichen
- 1960: Die Fastnachtsbeichte
- 1960: Bis dass das Geld Euch scheidet…
- 1960: Das schwarze Schaf
- 1960: Der letzte Zeuge
- 1960: Stahlnetz: Die Zeugin im grünen Rock
- 1961: Das veilchenblaue Auto
- 1961: Gestatten, mein Name ist Cox (Staffel 1)
- 1962: Die Parallelstrasse
- 1962: Zahlungsaufschub
- 1963: Streng geheim – Ich war Cicero
- 1963: Das Kriminalmuseum: Fünf Fotos
- 1964: Amouren
- 1964: Sechs Stunden Angst
- 1964: Herrenpartie
- 1964: Tod um die Ecke
- 1964: Sie schreiben mit: Ein schwarzer Tag
- 1965: Stahlnetz: Nacht zum Ostersonntag
- 1965: Die Liebesquelle
- 1965: Gestatten, mein Name ist Cox (Staffel 2)
- 1965: Gewagtes Spiel: Mann über Bord
- 1966: Sie schreiben mit: Franziska weiß alles
- 1967: Wenn es Nacht wird auf der Reeperbahn
- 1967: Das Kriminalmuseum: Die Zündschnur
- 1967: Die seltsamen Methoden des Franz Josef Wanninger: Das Moorbad
- 1967: Großer Mann was nun?
- 1967: Flucht über die Ostsee
- 1968: Die fünfte Kolonne: Sonnenblumenweg 7
- 1968: Meinungsverschiedenheiten
- 1968: Der Eismann kommt
- 1968: Polizeifunk ruft: Die große Chance
- 1968: Sie schreiben mit: Die Chauffeursmütze
- 1968: Sherlock Holmes: Das Beryll Diadem
- 1968: Detektiv Quarles
- 1969: Stewardessen
- 1969: Die Kuba-Krise 1962
- 1969: Polizeifunk ruft: Der Modellfall
- 1970: Der Kommissar: Der Papierblumenmörder
- 1970: Wie ein Blitz
- 1970: Tod nach Mitternacht
- 1970: Die seltsamen Methoden des Franz Josef Wanninger: Schlamperei ist Gold wert
- 1971: Miks Bumbullis
- 1971: Die Nacht von Lissabon
- 1972: Mit dem Strom
- 1973: Alter Kahn und junge Liebe
- 1973: Der Vorgang
- 1973: Bauern, Bonzen und Bomben
- 1975: Baby Hamilton oder Das kommt in den besten Familien vor
- 1976: Derrick: Tod des Trompeters
- 1976: Anita Drögemöller und die Ruhe an der Ruhr
- 1976: Inspektion Lauenstadt: Erben
- 1977: Eine Dummheit macht auch der Gescheiteste
- 1977: Derrick: Mord im TEE 91
- 1977: Die Vertreibung aus dem Paradies
- 1977: Mr. Carlis und seine abenteuerlichen Geschichten
- 1978: Heidi
- 1978: Zwei tolle Käfer räumen auf
- 1979: Kommissariat 9: Big Business
- 1979: Die Protokolle des Herrn M.: Keine Antwort aus Zürich
- 1979: Die unsterblichen Methoden des Franz Josef Wanninger: Die schöne Helena
- 1980: Derrick: Der Tod sucht Abonnenten
- 1980: Nirgendwo ist Poenichen
- 1981: Polizeiinspektion 1: Einrichtungshaus Franke
- 1982: Polizeiinspektion 1: Die Herrenkommode
- 1983: Der Alte: Der vierte Mann
- 1984: Polizeiinspektion 1: Der Ausreißer
- 1984: Mrs. Harris: Freund mit Rolls Royce
- 1984: Die Schwarzwaldklinik
- 1985: Derrick: Toter Goldfisch
- 1986: Derrick: An einem Montagmorgen